# Johanna Asklöf
Johanna Asklöf, född Aino Johanna Tiira den 25 augusti 1972 i Imatra, är en finländsk orienterare som blev världsmästare i stafett vid VM 2001, 1991 blev hon juniorvärldsmästarinna i stafett och har tagit ytterligare åtta medaljer vid internationella mästerskap.